# 1916 en Nouvelle-Écosse
Chronologie de la Nouvelle-Écosse
- 1912
- 1913
- 1914
- 1915
- 1916
- 1917
- 1918
- 1919
- 1920

Cette page concerne des événements survenus en 1916 dans la province canadienne de Nouvelle-Écosse.

## Politique

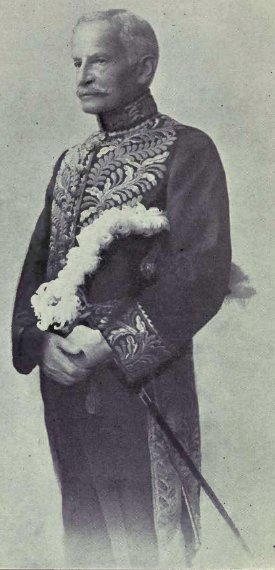
MacCallum Grant

- Premier ministre : George H. Murray
- Chef de l'Opposition :
- Lieutenant-gouverneur : David MacKeen puis MacCallum Grant
- Législature :